# Torrecilla de la Orden
Torrecilla de la Orden és un municipi de la província de Valladolid a la comunitat autònoma espanyola de Castella i Lleó. Fa frontera amb les províncies de Salamanca i Zamora i limita amb Fresno el Viejo, Castrejón de Trabancos, i Cantalapiedra (a la província de Salamanca).

## Administració
| Període      | Nom de l'alcalde/-essa      | Partit polític | Data de possessió |
| ------------ | --------------------------- | -------------- | ----------------- |
| 1979 - 1983  |                             |                | 19/04/1979        |
| 1983 - 1987  |                             |                | 28/05/1983        |
| 1987 - 1991  |                             |                | 30/06/1987        |
| 1991 - 1995  |                             |                | 15/06/1991        |
| 1995 - 1999  |                             |                | 17/06/1995        |
| 1999 - 2003  | Miguel Ángel Iglesias Nieto | PP             | 03/07/1999        |
| 2003 - 2007  | Miguel Ángel Iglesias Nieto | PP             | 14/06/2003        |
| 2007 - 2011  | Miguel Ángel Iglesias Nieto | PP             | 16/06/2007        |
| 2011 - 2015  | n/d                         | n/d            | 11/06/2011        |
| 2015 - 2019  | n/d                         | n/d            | 13/06/2015        |
| 2019 - 2023  | n/d                         | n/d            | 15/06/2019        |
| Des del 2023 | n/d                         | n/d            | 17/06/2023        |

## Demografia
| 1996 | 1998 | 1999 | 2000 | 2001 | 2002 | 2003 | 2004 | 2005 | 2006 |
| ---- | ---- | ---- | ---- | ---- | ---- | ---- | ---- | ---- | ---- |
| 395  | 385  | 383  | 378  | 358  | 352  | 338  | 332  | 321  | 314  |